# São Pedro da Torre
São Pedro da Torre ist eine Gemeinde (Freguesia) im nordportugiesischen Kreis Valença der Unterregion Minho-Lima. In ihr leben 1243 Einwohner (Stand 19. April 2021).

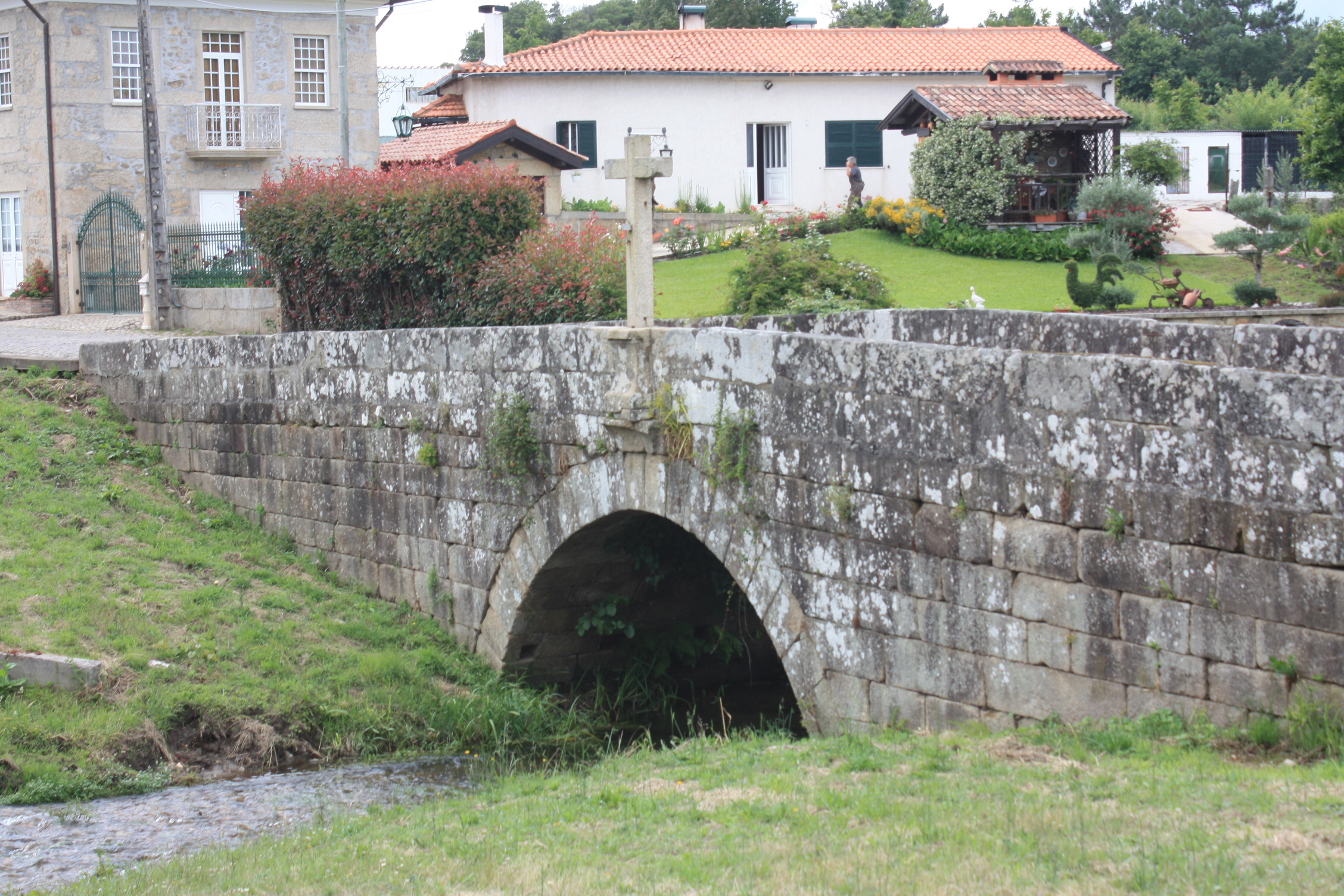
Ponte Velha de Chamosinhos